# Jambaljamts Sainbayar
Jambaljamts Sainbayar (Ulán Bator, 4 de septiembre de 1996) es un ciclista mongol miembro del equipo Burgos Burpellet BH.

## Palmarés
2019
- 2.º en el Campeonato de Mongolia Contrarreloj
- 2.º en el Campeonato de Mongolia en Ruta
- 1 etapa del Tour de Fuzhou

2021
- Gran Premio Kahramanmaraş
- Tour de Tailandia[1]

2022
- 3.º en el Campeonato Asiático en Ruta
- Campeonato de Mongolia Contrarreloj
- 3.º en el Campeonato de Mongolia en Ruta
- Gran Premio Develi
- 1 etapa del Tour de Sakarya

2023
- 3.º en el Campeonato Asiático Contrarreloj
- 2.º en el Campeonato de Mongolia Contrarreloj
- Campeonato de Mongolia en Ruta
- 1 etapa del Tour de Huangshan
- 1 etapa del Tour de Irán-Azerbaiyán
- 3.º en los Juegos Asiáticos en Ruta

2024
- Campeonato de Mongolia Contrarreloj

2025
- 3.º en el Campeonato Asiático en Ruta
- Campeonato de Mongolia Contrarreloj